# Vicente Yáñez Pinzón
Vicente Yáñez Pinzón, född omkring 1462 i Palos de la Frontera i Huelva, död 1514 eller strax därefter i Sevilla, var en spansk sjöfarare och upptäcktsresande. Han var bror till Martín Alonso Pinzón.
Yáñez Pinzón seglade 1492 som kapten för karavellen "Niña" tillsammans med Christofer Columbus till Nya världen. 1499 genomförde han en egen resa till Sydamerikas kust. Den 26 januari 1500 landsteg han i Brasilien i ett område som numera tillhör delstaten Pernambuco. På grund av Tordesillasfördraget hade han ingen rätt att ockupera regionen för Spanien. Han upptäckte även en mynning av Amazonfloden och blev 1505 guvernör i Puerto Rico.
Efter 1523 finns inga uppgifter om Yáñez Pinzón.
Yáñez Pinzón var 1499 först med att rapportera till Europa om Kolsäcken. Senare kallade andra Kolsäcken för det Svarta magellanska molnet. Precis som andra mörka nebulosor är den ett interstellärt moln av stoft och damm som är så tjockt att det förhindrar större delen av ljuset från bakgrundsstjärnorna att nå oss.